# Campeonato Mundial de Esqui Estilo Livre de 2023 - Slopestyle feminino
A prova do Slopestyle feminino do Campeonato Mundial de Esqui Estilo Livre de 2023 ocorreu nos dias 27 e 28 de fevereiro, em Bakuriani, na Geórgia.

## Medalhistas
| Ouro                   | Prata              | Bronze              |
| Mathilde Gremaud (SUI) | Megan Oldham (CAN) | Johanne Killi (NOR) |

## Resultados

### Qualificação
Um total de 18 esquiadoras de 11 nacionalidades participaram da competição. As 12 melhores avançaram para a final.
| Colocação | Bib | Ordem de descida | Nome                 | Nacionalidade | Corrida 1 | Corrida 2 | Melhor | Notas |
| --------- | --- | ---------------- | -------------------- | ------------- | --------- | --------- | ------ | ----- |
| 1         | 3   | 1                | Mathilde Gremaud     | Suíça         | 80.33     | 87.55     | 87.55  | Q     |
| 2         | 1   | 2                | Johanne Killi        | Noruega       | 76.21     | 83.85     | 83.85  | Q     |
| 3         | 8   | 5                | Megan Oldham         | Canadá        | 77.55     | 79.65     | 79.65  | Q     |
| 4         | 2   | 8                | Tess Ledeux          | França        | 75.71     | 73.66     | 75.71  | Q     |
| 5         | 4   | 6                | Sarah Höfflin        | Suíça         | 47.28     | 71.06     | 71.06  | Q     |
| 6         | 10  | 3                | Ruby Star Andrews    | Nova Zelândia | 53.78     | 63.90     | 63.90  | Q     |
| 7         | 6   | 4                | Giulia Tanno         | Suíça         | 56.36     | 57.85     | 57.85  | Q     |
| 8         | 17  | 13               | Yuna Koga            | Japão         | 53.25     | 51.38     | 53.25  | Q     |
| 9         | 14  | 12               | Anni Kärävä          | Finlândia     | 45.53     | 48.30     | 48.30  | Q     |
| 10        | 9   | 9                | Sandra Eie           | Noruega       | 47.83     | 20.90     | 47.83  | Q     |
| 11        | 13  | 14               | Muriel Mohr          | Alemanha      | 45.63     | 40.51     | 45.63  | Q     |
| 12        | 11  | 7                | Yang Ruyi            | China         | 41.71     | 43.03     | 43.03  | Q     |
| 13        | 16  | 19               | Abi Harrigan         | Austrália     | 40.28     | 39.71     | 40.28  |       |
| 14        | 12  | 11               | Alia Delia Eichinger | Alemanha      | 39.16     | 24.08     | 39.16  |       |
| 15        | 18  | 16               | Kateryna Kotsar      | Ucrânia       | 17.40     | 33.61     | 33.61  |       |
| 16        | 15  | 15               | Anouk Andraska       | Suíça         | 31.96     | 29.95     | 31.96  |       |
| 17        | 19  | 18               | Liu Mengting         | China         | 31.16     | 12.51     | 31.16  |       |
| 18        | 20  | 17               | Mabel Ashburn        | Austrália     | 29.13     | 6.05      | 29.13  |       |
| 19        | 7   | 10               | Lara Wolf            | Áustria       | DNS       | DNS       | DNS    | DNS   |

### Final
A final foi iniciada no dia 28 de fevereiro às 13:30.
| Colocação         | Bib | Ordem de descida | Nome              | Nacionalidade | Corrida 1 | Corrida 2 | Melhor |
| ----------------- | --- | ---------------- | ----------------- | ------------- | --------- | --------- | ------ |
| Medalha de ouro   | 3   | 12               | Mathilde Gremaud  | Suíça         | 87.95     | 34.80     | 87.95  |
| Medalha de prata  | 8   | 10               | Megan Oldham      | Canadá        | 80.88     | 87.75     | 87.75  |
| Medalha de bronze | 1   | 11               | Johanne Killi     | Noruega       | 84.71     | 9.76      | 84.71  |
| 4                 | 4   | 8                | Sarah Höfflin     | Suíça         | 65.61     | 23.78     | 65.61  |
| 5                 | 14  | 4                | Anni Kärävä       | Finlândia     | 27.75     | 53.86     | 53.86  |
| 6                 | 10  | 7                | Ruby Star Andrews | Nova Zelândia | 52.06     | 26.76     | 52.06  |
| 7                 | 9   | 3                | Sandra Eie        | Noruega       | 13.95     | 47.40     | 47.40  |
| 8                 | 11  | 1                | Yang Ruyi         | China         | 45.55     | 47.21     | 47.21  |
| 9                 | 17  | 5                | Yuna Koga         | Japão         | 19.38     | 45.21     | 45.21  |
| 10                | 6   | 6                | Giulia Tanno      | Suíça         | 44.75     | 21.66     | 44.75  |
| 11                | 13  | 2                | Muriel Mohr       | Alemanha      | 40.93     | 43.73     | 43.73  |
| 12                | 2   | 9                | Tess Ledeux       | França        | 29.51     | 30.18     | 30.18  |

Legenda
| Recorde mundial       | Recorde mundial (World record)               |                       | Recorde africano                      | Recorde africano (African) |                                           | Q | Classificado por posição (Qualified) |
| Recorde do campeonato | Recorde do campeonato (Championship record)  | Recorde da América    | Recorde da América (Americas)         | q                          | Classificado por melhor tempo (Qualified) |   |                                      |
| Melhor marca do ano   | Melhor marca do ano (World leading)          | Recorde asiático      | Recorde asiático (Asian)              | DNS                        | Não largou (Did not start)                |   |                                      |
| Recorde nacional      | Recorde nacional (National record)           | Recorde europeu       | Recorde europeu (European)            | DNF                        | Não terminou (Did not finish)             |   |                                      |
| Recorde pessoal       | Recorde pessoal do atleta (Personal best)    | Recorde da Oceania    | Recorde da Oceania (Oceania)          | DSQ / DQ                   | Desclassificado (Disqualified)            |   |                                      |
| Recorde da temporada  | Recorde da temporada do atleta (Season best) | Recorde sul-americano | Recorde sul-americano (South America) | NM                         | Sem marca (No mark)                       |   |                                      |